# Flughafen Jekaterinburg

i7
i11
i13

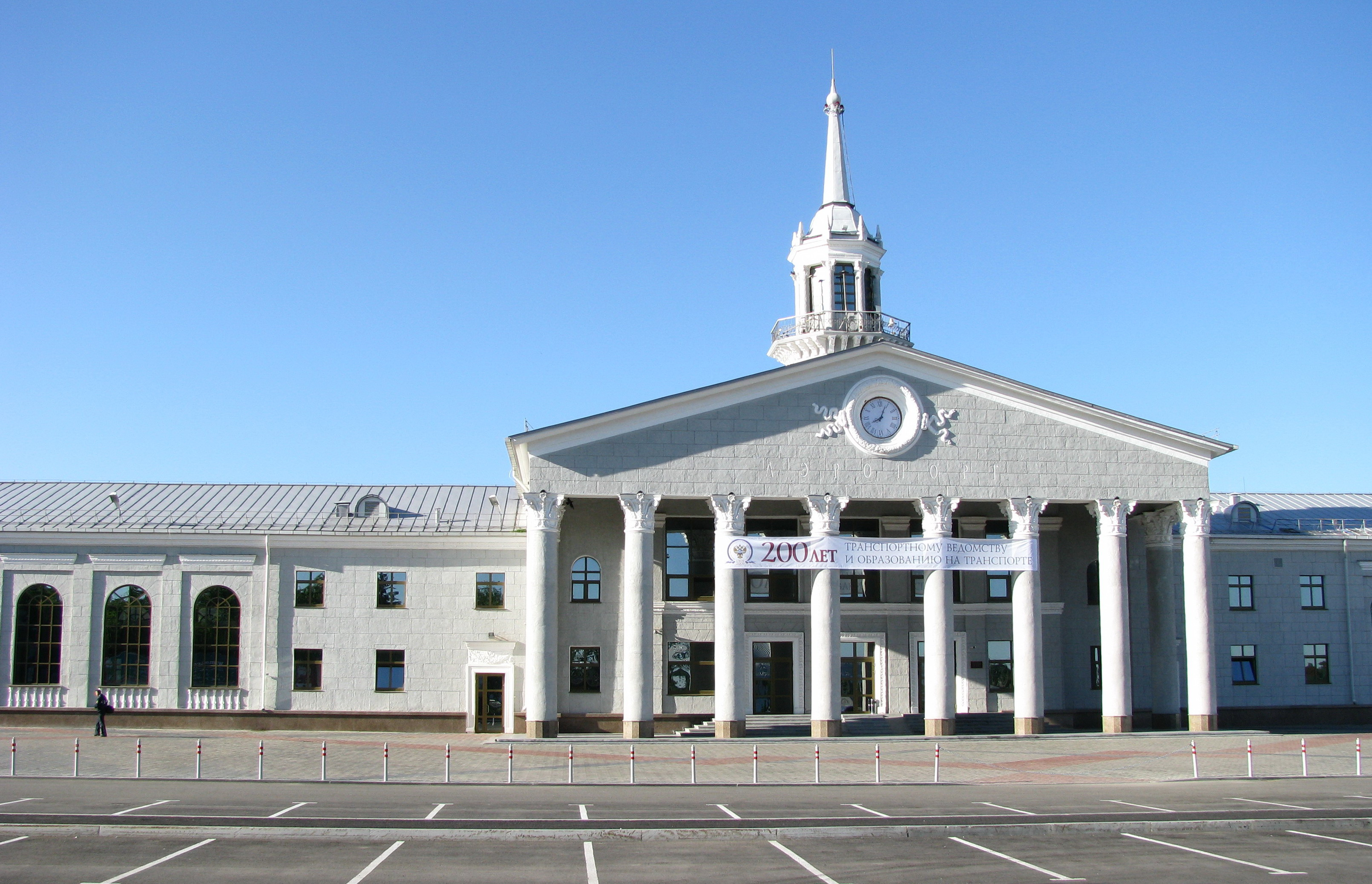
Das historische Eingangsgebäude

Kolzowo (russisch Кольцово; auch Kolcovo oder Koltsovo, IATA-Code: SVX, ICAO-Code: USSS) ist ein Flughafen der Metropole Jekaterinburg im mittleren Ural in der Russischen Föderation. Von 1924 bis 1991 hieß die Stadt Swerdlowsk, daher auch der IATA-Code SVX.
Gegründet 1943 als Militärflugplatz, wurde Kolzowo seit 1963 auch zivil genutzt. Seit 1991 gab es internationale Verbindungen mit Direktflügen nach Deutschland, Finnland, Großbritannien, Tschechien, Türkei, Israel, Dubai, Thailand, VR China, Armenien, Georgien, Kirgisistan und Aserbaidschan.
Mit dem Stadtzentrum ist der Flughafen über zwei spezielle Buslinien verbunden, unweit des Flughafens verläuft auch die Transsibirische Eisenbahn, von der im Jahre 2008 eine Stichstrecke für Nahverkehrszüge direkt bis zum Flughafen in Betrieb ging. Kolzowo ist der Heimatflughafen der russischen Fluggesellschaft Ural Airlines.

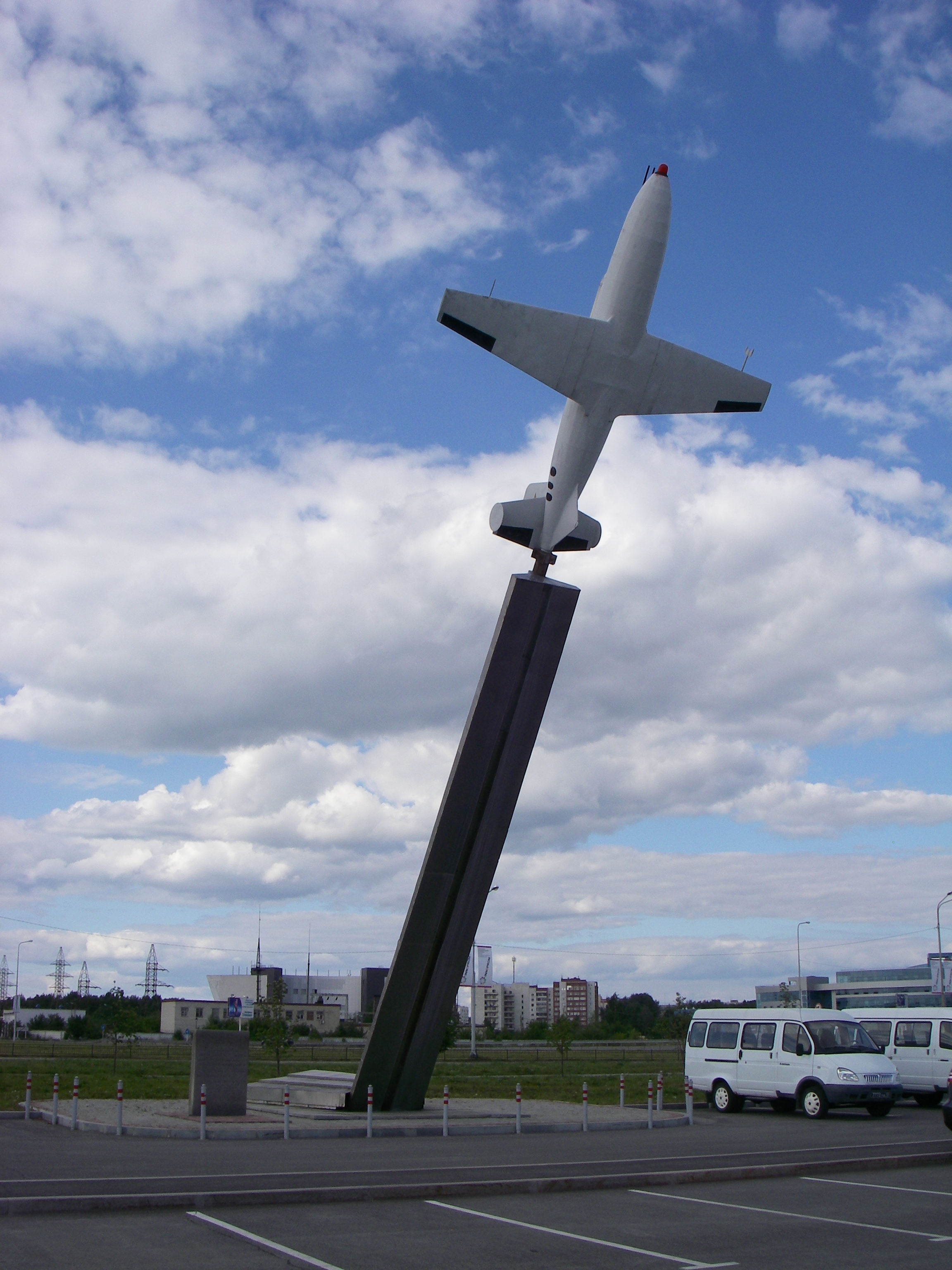
Die Stele zur Erinnerung an das Raketenflugzeug Bolchowitinow BI-1

  Im Jahr 1973 wurde ein Monument erstellt zur Erinnerung an die Flüge des ersten sowjetischen Raketenjägers Bolchowitinow BI-1.

## Zwischenfälle
Von 1947 bis Oktober 2018 kam es am Flughafen Swerdlowsk/Jekaterinburg und in seiner näheren Umgebung zu 16 Totalschäden von Flugzeugen. Dabei kamen 297 Menschen ums Leben. Beispiele:
- Am 16. März 1961 musste eine Tupolew Tu-104B der sowjetischen Aeroflot (Luftfahrzeugkennzeichen CCCP-42438) nahe dem Flughafen Swerdlowsk-Kolzowo notlanden. In einer Höhe von etwa 150 Metern fiel kurz nach dem Start das rechte Triebwerk aus. Die Piloten stellten jedoch versehentlich das linke Triebwerk ab. Ohne Triebwerksleistung kam es zur Notlandung auf einem kleinen gefrorenen See, über den die Maschine 870 Meter weit rutschte und dann mit Bäumen und einem Haus kollidierte. Fünf der 51 Insassen und zwei Personen am Boden kamen dabei ums Leben (siehe auch Aeroflot-Flug 068).[4]

- Am 16. November 1967 stürzte eine Iljuschin Il-18W der Aeroflot (CCCP-75538) kurz nach dem Start zum Flughafen Taschkent drei Kilometer östlich des Flughafens auf einen Acker. Nach dem Abheben war ein Triebwerksbrand entstanden; der betreffende Propeller konnte jedoch nicht in  Segelstellung gebracht werden. Durch den erhöhten Luftwiderstand in Verbindung mit dem maximalen Startgewicht kam es in einer Höhe von 200 Meter zum Kontrollverlust und Absturz. Keiner der 99 Passagiere und 8 Besatzungsmitglieder überlebte den Absturz.[5]

- Am 30. September 1973 stürzte eine Tupolew Tu-104B der Aeroflot (CCCP-42506) vier Minuten nach dem Start vom Flughafen Swerdlowsk (heute Jekaterinburg) zum Flughafen Omsk zehn Kilometer südwestlich des Startflughafens in einen Wald. Offensichtlich führte ein Ausfall der Wechselstromversorgung zum Versagen beider künstlicher Horizontinstrumente und daraus resultierend zum Kontrollverlust und folgenden Absturz. Alle 108 Insassen, die acht 8 Besatzungsmitglieder und 100 Passagiere kamen ums Leben (siehe auch Aeroflot-Flug 3932).[6]